# Birki
Birki o Borki (en ucraïnès Бірки, en rus Борки) és una vila de la província de Khàrkiv, Ucraïna. El 2021 tenia 534 habitants.